# Ramsvika (Øksnes)
Pour les articles homonymes, voir Ramsvika.
Ramsvika est une localité du comté de Nordland, en Norvège.

## Géographie
Administrativement, Ramsvika fait partie de la kommune d'Øksnes.